# Mephritus guttatus
Mephritus guttatus là một loài bọ cánh cứng trong họ Cerambycidae.